# Poggio Moiano
Poggio Moiano es una localidad italiana de la provincia de Rieti, región de Lacio, con 2.864 habitantes.

## Evolución demográfica
| Gráfica de evolución demográfica de Poggio Moiano entre 1861 y 2001 |
|                                                                     |
| Fuente ISTAT - Elaboración gráfica por parte de Wikipedia           |